# Wullenhoven
Wullenhoven, ook Wullenhoo en Wunnilo, is een buurtschap ten oosten van Nijkerk in de Nederlandse provincie  Gelderland. Wullenhoven wordt globaal begrensd door de Beulekamperweg (genoemd naar het boerenerf ‘Beulekamp’), de Bloemendaalseweg en de Deuverdenseweg.
Het omliggende gebied wordt in 855 genoemd in een Werdense oorkonde waaruit blijkt, dat Wunnilo werd ontgonnen vanuit de Werdense boerderijen in Putten.
De buurtschap ontstond rond een kapel met de naam Biddinchem. In het jaar 1222 ging het kerkje bij een veenbrand in vlammen op. De naam Wullenhoven werd genoemd in een akte uit 1222 waarin een aantal buurtschappen beloven om in het onderhoud te voorzien van de pastoor van de nieuw te bouwen kerk. De nieuwe kerk werd  gebouwd op de plek van de latere hervormde Grote Kerk in Nijkerk. De nederzetting rond de nieuw gebouwde kerk werd het centrum van de nieuwe parochie en kreeg de naam Nieukercke. 

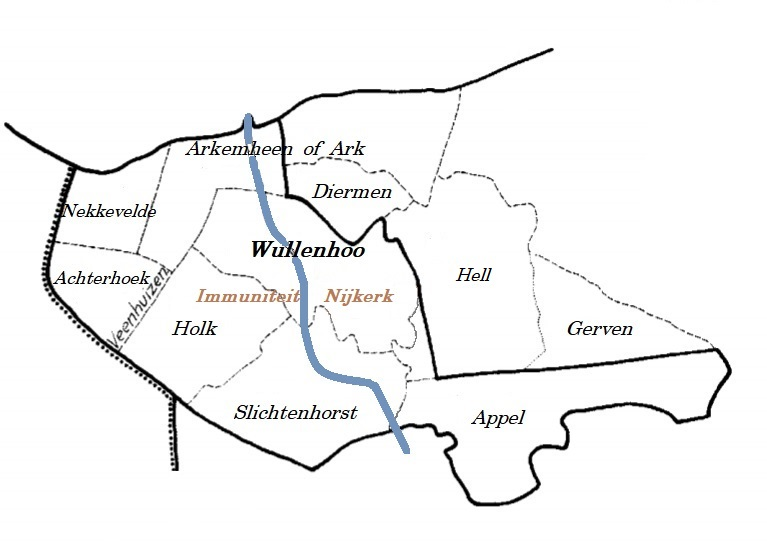
Ligging van Wullenhoo

In de buurtschap lagen oude hoeven als Hennekeler, het omgrachte en versterkte huis Berecamp, en de hofsteden Salentein en Balkeschoten. 
Eind 1930 telde de buurtschap 368 inwoners, 47 woningen en 18 overige gebouwen.